# Dorothy Crowfoot Hodgkin
Dorothy Mary Crowfoot Hodgkin (12. května 1910, Káhira, Egypt – 29. července 1994) byla průkopnicí postupů rentgenové krystalografie, kterou používala ke stanovení trojrozměrných struktur biomolekul. V roce 1964 obdržela Nobelovu cenu za chemii jako třetí žena po Marii Curie-Sklodowské (1911) a její dceři Irène Joliot-Curieové (1935).
Mezi její nejvýznamnější objevy patří určení struktury penicilinu v roce 1945 a vitaminu B12 v roce 1948. Po 35 letech práce v roce 1969 dokázala Hodgkinová a její tým dekódovat strukturu inzulínu.
Je považována za přední vědkyni v oblasti rentgenového krystalografického výzkumu přírodních molekul. Vedle svých mimořádných vědeckých schopností byla nezávislou a velmi hlasitou a zanícenou aktivistkou v oblasti sociální nerovnosti a míru.

## Mládí
Dorothy Crowfootová se narodila 12. května 1910 v Káhiře, kde její otec John Winter Crowfoot pracoval v Egyptské vzdělávací službě (anglicky Egyptian Education Service). Krátce na to se přestěhoval do Súdánu, kde se později stal ředitelem pro vzdělávání a památky; Dorothy navštívila Súdán jako děvče roku 1923 a našla v této zemi velké zalíbení. Po ukončení služby v Súdánu v roce 1926 otec věnoval většinu svého času archeologii, byl několik let ředitelem Britské školy archeologie v Jeruzalému (British School of Archaeology in Jerusalem) a vedl vykopávky na hoře Ofel, u Jeraše, Bosry a Samaří.
Její matka Grace Mary Crowfootová, rozená Hoodová (Hood) se aktivně zapojila do otcovy práce a stala se odbornicí na rané tkalcovství. Byla také velice dobrou botaničkou a kreslila ve volném čase ilustrace pro oficiální súdánský rostlinopis (Flora of the Sudan). Dorothy Crowfootová strávila dobu po dokončení školy a před nástupem na univerzitu s rodiči na vykopávkách u Jeraše zakreslováním mozaikových chodníků a bylo to pro ní takové potěšení, že uvažovala o změně oboru z chemie na archeologii.
Zájem o chemii a o krystaly se v ní probudil v 10 letech a povzbuzoval jej dr. A. F. Joseph, přítel rodičů ze Súdánu, který jí dal chemikálie a pomáhal jí během jejího tamního pobytu s rozborem ilmenitu. Většinu dětství strávila u své sestry v Geldestonu v Norfolku, kde chodila od roku 1921 do r. 1928 do školy Johna Lemana (Sir John Leman School) v Beccles. Společně s další dívkou Norou Puseyovou (Norah Pusey) se směla Dorothy připojit k chlapcům na hodiny chemie s učitelkou slečnou Deeleyovou; ke konci své školní docházky se rozhodla studovat chemii a případně biochemii na univerzitě.

## Vzdělání
V roce 1928 odešla do Oxfordu na Somervilleové kolej (Somerville College), kde působila v letech 1928 až 1932 a stala se velkou stoupenkyní Margery Fryové, pozdější ředitelky koleje (Principal of the College). Kratší čas během 1. ročníku kombinovala archeologii a chemii při analýzách skleněných mozaik z Jerašu s E. G. J. Hartleyem. Absolvovala samostatný kurs krystalografie a rozhodla se v souladu s naléhavým doporučením svého školního patrona (tutor) F. M. Brewera zkoumat rentgenové záření v krystalografii. Tím zahájila II. část chemických studií ve spolupráci s H. M. Powellem jako jeho první studentský výzkumník (research student) zabývající se dialkylovými halidy thallia (thallium dialkyl halides) po letní stáži v laboratoři profesora Victora Goldschmidta v Heidelbergu.
Z Oxfordu přešla do Cambridge pracovat s J. D. Bernalem po šťastném náhodném setkání dr. A. F. Josepha a profesora Lowryho. Dorothy Crowfootová bylo tímto nápadem nadšená. Vyslechla si Bernalovy přednášky o kovech v Oxfordu a obrátila v jejich důsledku svůj zájem nečekaně na kovy; skutečnost, že v roce 1932 se vrátil ke sterolům, stanovil i její směr. V Cambridgi strávila dva šťastné roky s mnoha přátelstvími a bádáním nad mnoha problémy. Finančně ji zabezpečila jednak její teta Dorothy Hoodová, která platila pobyt na koleji a jednak 75 liber školného od Somervillu. Roku 1933 jí Somerville dal výzkumné stipendium na další rok v Cambridgi a druhý v Oxfordu. Do Somervillu v Oxfordu se vrátila v roce 1934 a od této doby tu s několika krátkými přestávkami už zůstala.

## Kariéra
Většinu svého pracovního života byla Dorothy Hodgkinová přírodovědnou asistentkou (Official Fellow and Tutor in Natural Science) na Somervillu s odpovědností hlavně za výuku chemie pro ženské koleje. Roku 1946 se stala univerzitní přednášející a demonstrátorkou (University lecturer and demonstrator), s univerzitní odpovědností za rentgenovou krystalografii (University Reader in X-ray Crystallography) od roku 1956 wolfsonskou výzkumnou profesorkou Královské společnosti (Wolfson Research Professor of the Royal Society) od roku 1960. Nejprve pracovala v Odboru mineralogie a krystalografie, kde byl profesorem H. L. Bowman. V roce 1944 se odbor rozdělil a ona pokračovala v oddělení chemické krystalografie s H. M. Powellem pod profesorem C. N. Hinshelwoodem.
Po svém návratu do Oxfordu v roce 1964 zahájila s pomocí Sira Roberta Robinsona sbírku peněz na rentgenový přístroj. Později přijala velkou podporu výzkumu od Rockefellerovy a Nuffieldovy nadace (Rockefeller and Nuffield Foundations). Navázala na bádání z Cambridge s Bernalem o sterolech a jiných biologicky zajímavých molekulách včetně insulinu, zpočátku jenom s jedním, dvěma aspiranty (research student). Sídlili až do roku 1958 v rozptýlených místnostech Univerzitního muzea. Jejich výzkum penicilinu začal roku 1942 za války a vitamínu B12 v roce 1948. Její výzkumná skupina zvolna rostla a vždy byla poněkud uvolněnou organizací studentů a hostů z různých univerzit, která se zabývala v zásadě rentgenovou analýzou přírodních látek.
Dorothy Hodgkinová se v roce 1946 účastnila na shromážděních, která vedla k založení Mezinárodní krystalografické unie (International Union of Crystallography) a navštívila za vědeckým účelem mnoho zemí včetně Číny, USA a SSSR. Byla zvolena členem Královské společnosti (Fellow of the Royal Society) roku 1947, zahraniční členkou Královské nizozemské akademie věd (1956) a Americké akademie umění a věd (Boston, 1958).

## Výzkum a objevy

Obecný vzorec cholesterolu

- Obecný vzorec cholesteroluV roce 1945 Hodgkinová ve spolupráci s Harrym Carlislem publikovala první strukturu steroidu - cholesteryljodidu (sloučenina odvozená od cholesterolu, kde atom jódu nahrazuje hydroxylovou skupinu). S cholesteryly (estery cholesterolu) pracovala již od dob svých doktorských studií a zasloužila se o objevy trojrozměrných struktur těchto biomolekulárních látek.

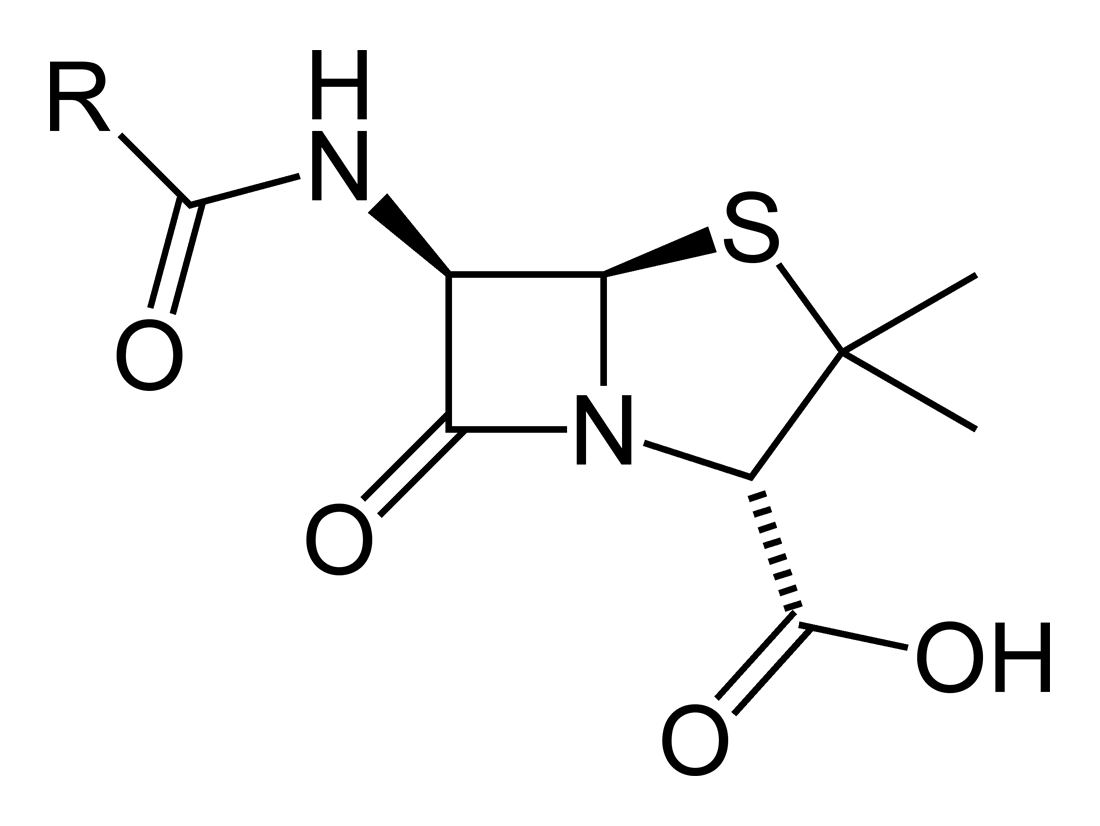
Obecný vzorec penicilinu

- Obecný vzorec penicilinuV roce 1945 Hodgkinová a její kolegové (včetně biochemičky Barbary Lowové) vyřešili strukturu penicilinu a prokázali, na rozdíl od tehdejšího vědeckého názoru, že obsahuje β-laktamový kruh. Dílo bylo publikováno až v roce 1949.

Inzulin - peptidový hormon obsahující dva řetězce zesíťované disulfidovými můstky

- Inzulin - peptidový hormon obsahující dva řetězce zesíťované disulfidovými můstkyV roce 1948 se Hodgkinová poprvé setkala s vitamínem B12, který byl objeven ve společnosti Merck na začátku téhož roku. Jeho struktura byla neznámá. Hodgkinová zjistila, že obsahuje kobalt a rozhodla se určit jeho strukturu pomocí rentgenové krystalografické analýzy. Z krystalů vitaminu B12 odvodila přítomnost prstencové struktury kolem kobaltu se čtyřmi atomy dusíku pyrrolových jader, vázaných spolu do porfyrinového skeletu. Konečná struktura B12 byla publikována v letech 1955 a 1956. Hodgkinová byla za tuto práci a objev struktury penicilinu oceněna Nobelovou cenou v roce 1964.
- V roce 1934 Robert Robinson nabídl Hodgkinové malý vzorek krystalického inzulinu, jehož struktura nebyla známa. Látka ji zaujala kvůli složitému a rozsáhlému účinku, který má v těle. Rentgenová krystalografie tehdy nebyla dostatečně vyvinuta a trvalo dalších 35 let, než se jí pořídilo pořídit první fotografii krystalu inzulinu. V roce 1969 se jí a jejímu mezinárodnímu týmu povedlo popsat strukturu inzulinu. Vyřešení struktury inzulinu mělo velký vliv na léčbu diabetu, neboť umožnilo masovou výrobu této pro organismus nezbytné látky.

## Osobní život

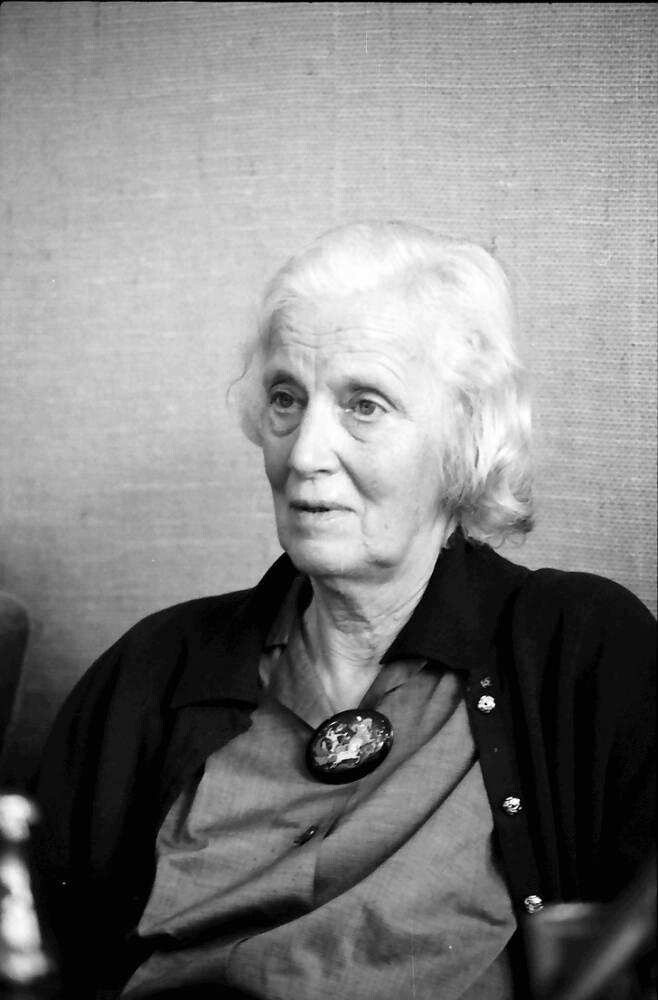
Dorothy Hodgkinová v roce 1983

Roku 1937 se provdala za Thomase Hodgkina z rodu historiků, jehož hlavním oborem byly dějiny a politika Afriky a arabského světa a který byl ředitelem Ústavu afrických studií na Ghanské univerzitě (Institute of African Studies, University of Ghana), kde strávila také část svého pracovního života. Měli tři děti a tři vnoučata. Starší syn se stal matematikem a učil na univerzitě ve Warwicku (University of Warwick). Dcera byla po otci historičkou. Mladší syn vystudoval botaniku a zemědělství na univerzitě v Newcastlu.
V roce 1934 ve věku 24 let jí byla diagnostikována revmatoidní artritida. Její stav se postupem času zhoršoval a docházelo k deformaci rukou i nohou. V pozdějších letech byla upoutána na invalidním vozíku. Ve své kariéře zůstala vědecky aktivní i přes podlomené zdraví. Zemřela ve věku 84 let 29. července 1994.

## Ocenění

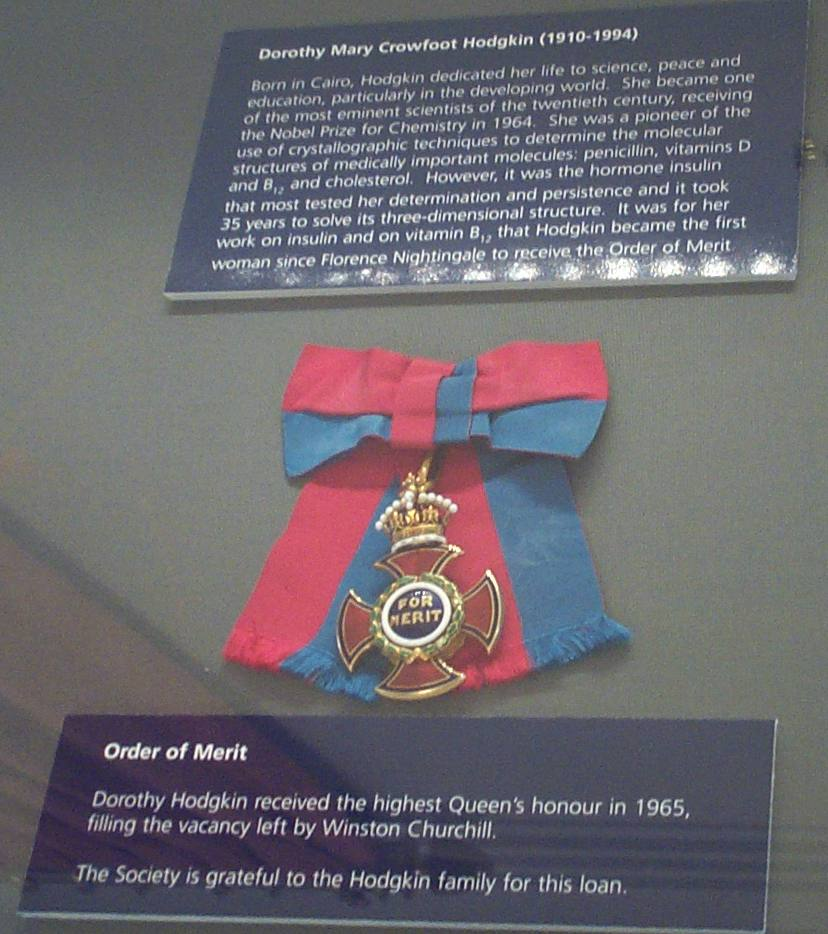
Řád za zásluhy pro Dorothy Hodgkinovou (1965)

- Řád za zásluhy pro Dorothy Hodgkinovou (1965)V roce 1964 obdržela Nobelovu cenu za chemii. Stala se tak třetí ženou po Marii Curie-Sklodowské (1911) a její dceři Irène Joliot-Curieové (1935), které se dostalo této vysoké pocty.
- V roce 1965 se stala druhou ženou po Florence Nightingaleové, které byl udělen Řád za zásluhy.
- Byla vyznamenána rakouským čestným vyznamenáním za vědu a umění Rakouskou republikou. Kromě toho byla zvolena členkou Německé akademie věd Leopoldina.
- V roce 1970 se stala kancléřkou britské Bristolské univerzity.
- V roce 1972 jí Americká diabetologická asociace udělila Bantingovu medaili.
- V roce 1976 jí byla také udělena Copleyho medaile.
- V roce 1987 jí byla udělena Mezinárodní Leninova cena míru.